# 王乐毅
王乐毅（1942年6月—），男，中华人民共和国政治人物，曾任中华人民共和国海关总署副署长。后因受贿被双开，并判处有期徒刑十三年。